# Năpadova, Florești
Năpadova este un sat din raionul Florești, Republica Moldova, situat pe malul drept al Nistrului. Satul Năpadova a fost menționat documentar pentru prima dată în anul 1548.
Suprafața totală este 1.381,8 ha, din care 189,92 ha sunt proprietate a statului, 240,8 ha proprietate administrativ teritorială, iar teren proprietate privată – 957,38 ha.

## Demografie

### Structura etnică
Structura etnică a satului conform recensământului populației din 2004:
| Grup etnic         | Populație | % Procentaj |
| ------------------ | --------- | ----------- |
| Moldoveni / Români | 1.178     | 96,71%      |
| Ruși               | 19        | 1,56%       |
| Ucraineni          | 17        | 1,4%        |
| Țigani             | 3         | 0,25%       |
| Alții              | 1         | 0,08%       |
| Total              | 1.218     | 100%        |

## Administrație și politică
Componența Consiliului local Năpadova (9 consilieri), ales la 5 noiembrie 2023, este următoarea:
|  | Partid                                        | Consilieri | Componență | Componență | Componență | Componență |
|  | --------------------------------------------- | ---------- | ---------- | ---------- | ---------- | ---------- |
|  | Platforma Demnitate și Adevăr                 | 4          |            |            |            |            |
|  | Partidul Dezvoltării și Consolidării Moldovei | 3          |            |            |            |            |
|  | Partidul Socialiștilor din Republica Moldova  | 2          |            |            |            |            |

## Galerie de imagini

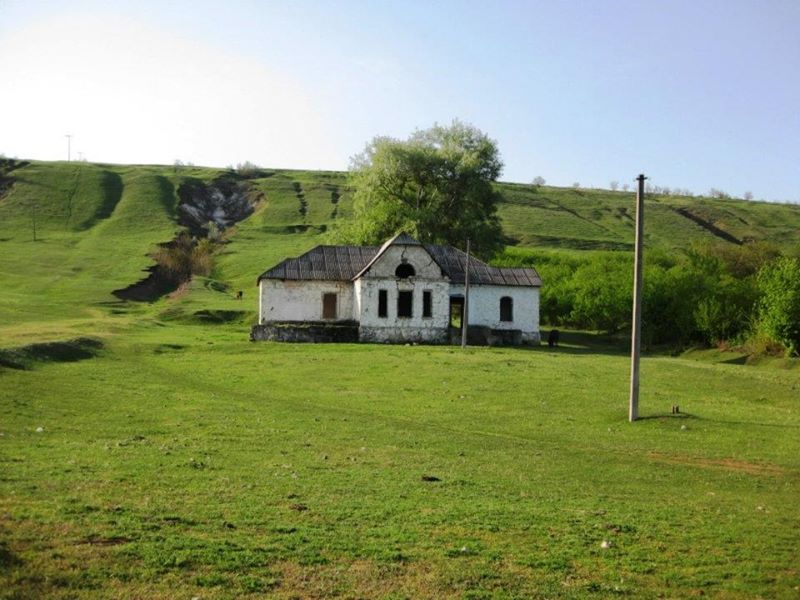
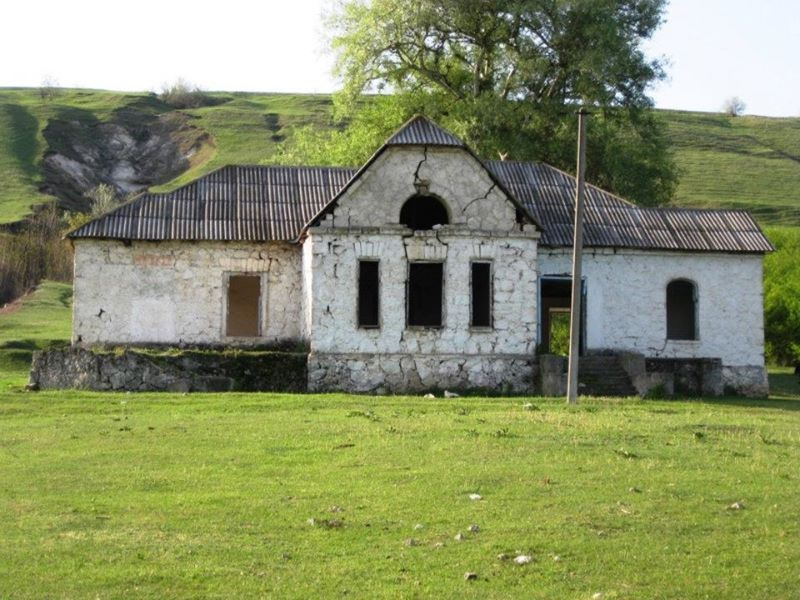
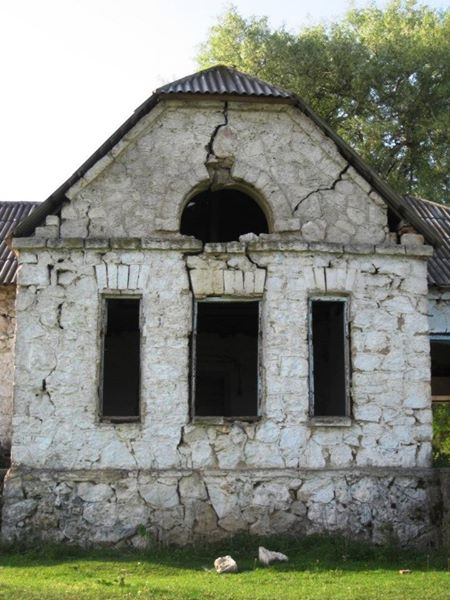
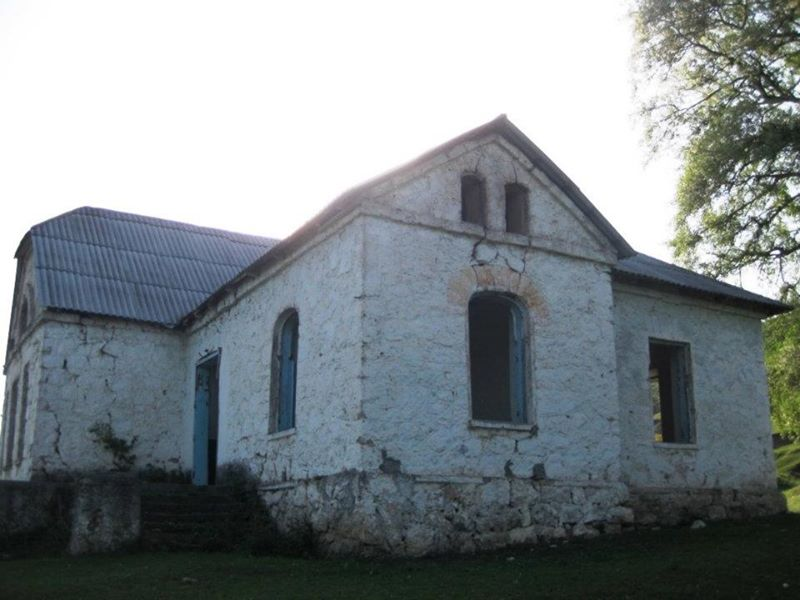

Conacul „Ergiu” din localitate, monument „ocrotit” de stat.